# 國際財務報告準則第16號
國際財務報告準則第16號（International Financial Reporting Standard 16，簡稱IFRS 16），為國際會計準則理事會（ISAB）於2016年1月發佈，針對公司租賃軟硬體時，租賃公司必須完整揭示租賃承諾給承租公司為基準。預定於2019年1月1日實施。

## 揭示基準
- 原則一：承租公司於開始租賃時需取得「使用權資產」會計項目與「租賃負債（Lease liabilities）」會計項目借貸資訊。

## 資料來源
1. ↑  . Deloitte. 2016-01-13  [2016-01-13]. （原始内容存档于2018-11-05）.

## 衍生閱讀
- 【中華民國金融監督管理委員會】解析IFRS16新租賃準則；江美艷、陳欣怡；證券暨期貨月刊；2017年7月